# Johann Thomas Nissler
Johann Thomas Nissler (* 13. April 1713 in Floß; † 1. September 1769 in Staffelstein, auch Nißler) war ein deutscher Baumeister.

## Wirken
Nissler heiratete am 19. Mai 1739 Ursula, Witwe des Maurermeisters Simon Weber in Staffelstein. Ab 1742 arbeitete er zusammen mit seinen Stiefsöhnen unter der Leitung von Balthasar Neumann und Küchel am Neubau der dortigen Basilika Vierzehnheiligen. 
Später war Nissler selbständig tätig. Im Lichtenfelser Stadtteil Isling baute er die Kreuzkapelle (1745). Er errichtete die St.-Ägidius-Kirche in Frauendorf (1757–1760) und die St.-Georg-Kirche in Berndorf (1764). Auch der barocke Ausbau der Klosteranlage Banz stammt von Nissler, der dort mit Sebastian Weber zusammenarbeitete. 1765/1766 schuf er Chor und Turm der Hankirche bei Prächting. In Zapfendorf entstand in den Jahren 1766 bis 1768 der Chorturm der Pfarrkirche unter seiner Leitung.
Stilistisch lehnte sich Nissler häufig an die Basilika Vierzehnheiligen an (z. B. St. Ägidius in Frauendorf).
1765 saß Nissler in der Baukommission, welche über die beschädigen Domtürme beriet. Er starb 1769 als Ratsherr von Staffelstein ebenda.

### Bilder

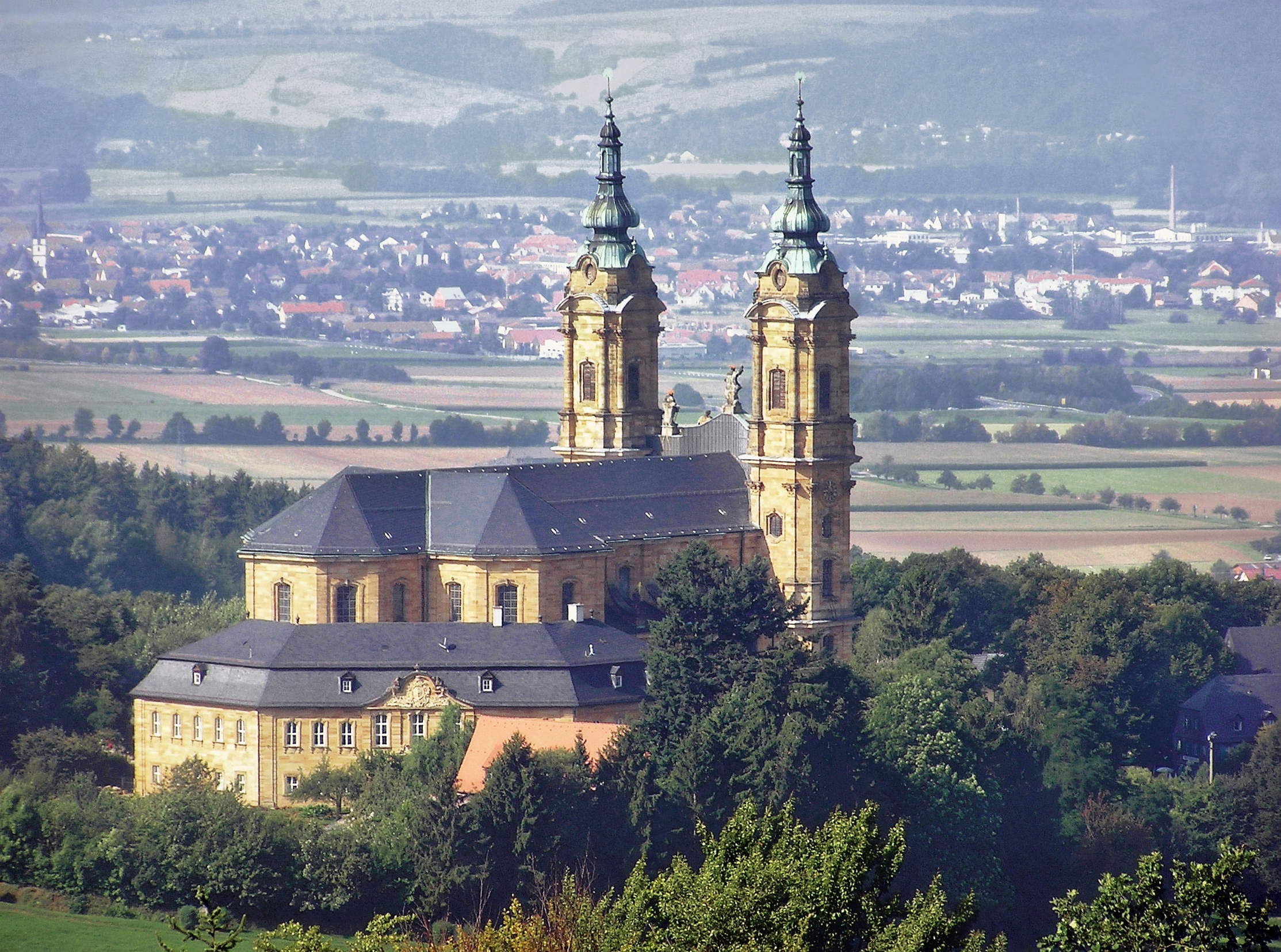
Vierzehnheiligen
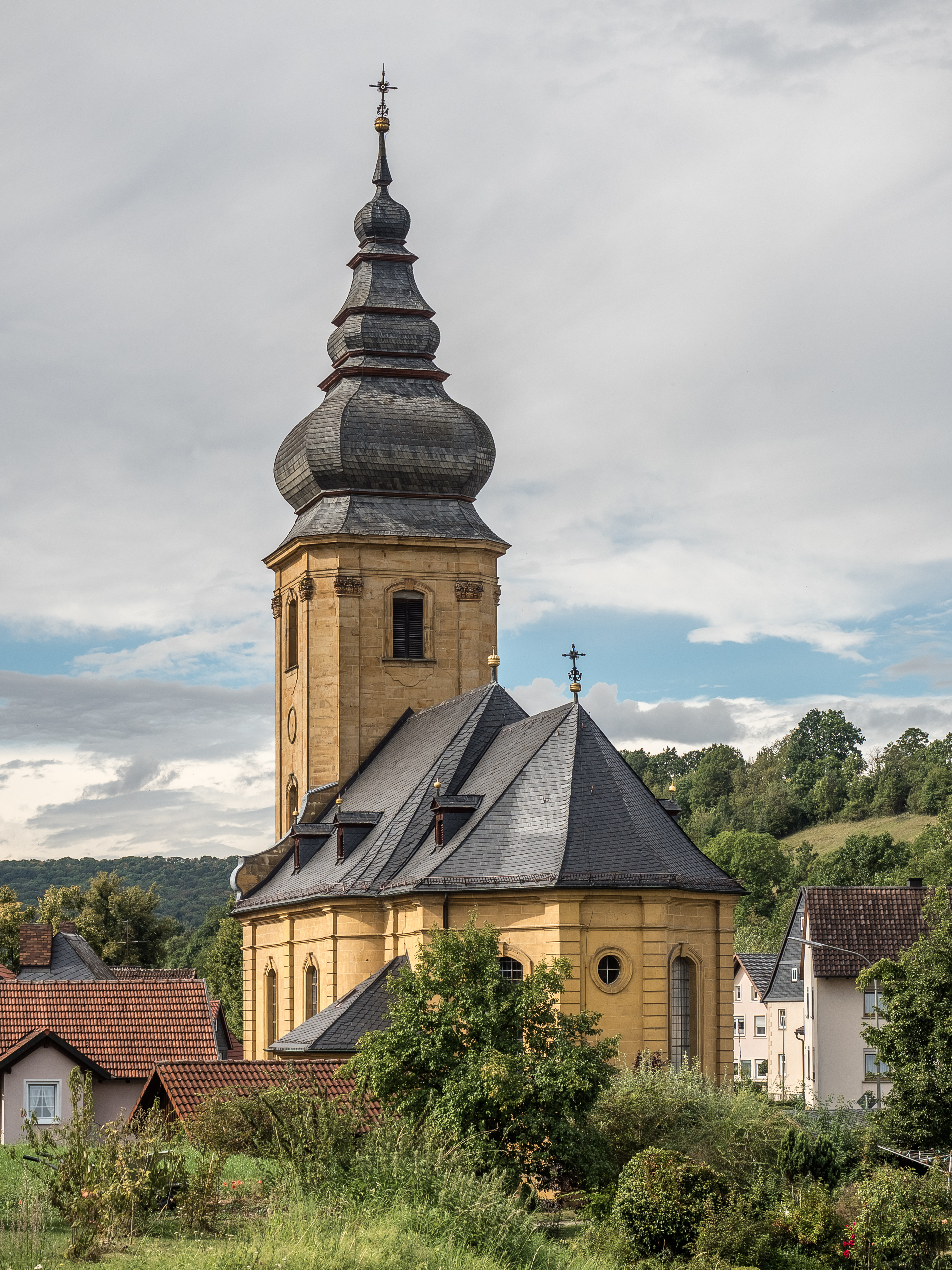
Pfarrkirche St. Ägidius in Frauendorf
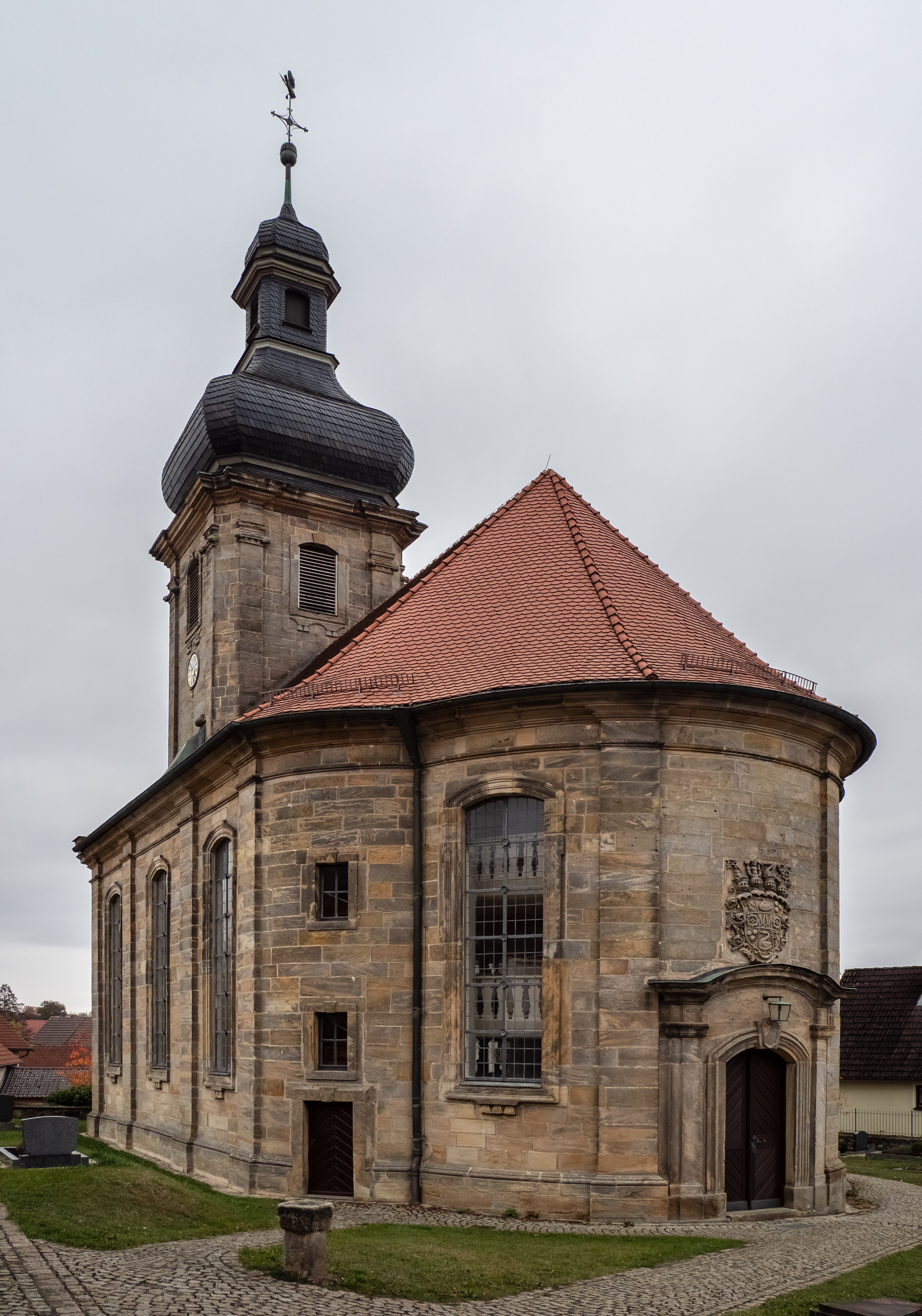
St. Georg in Berndorf
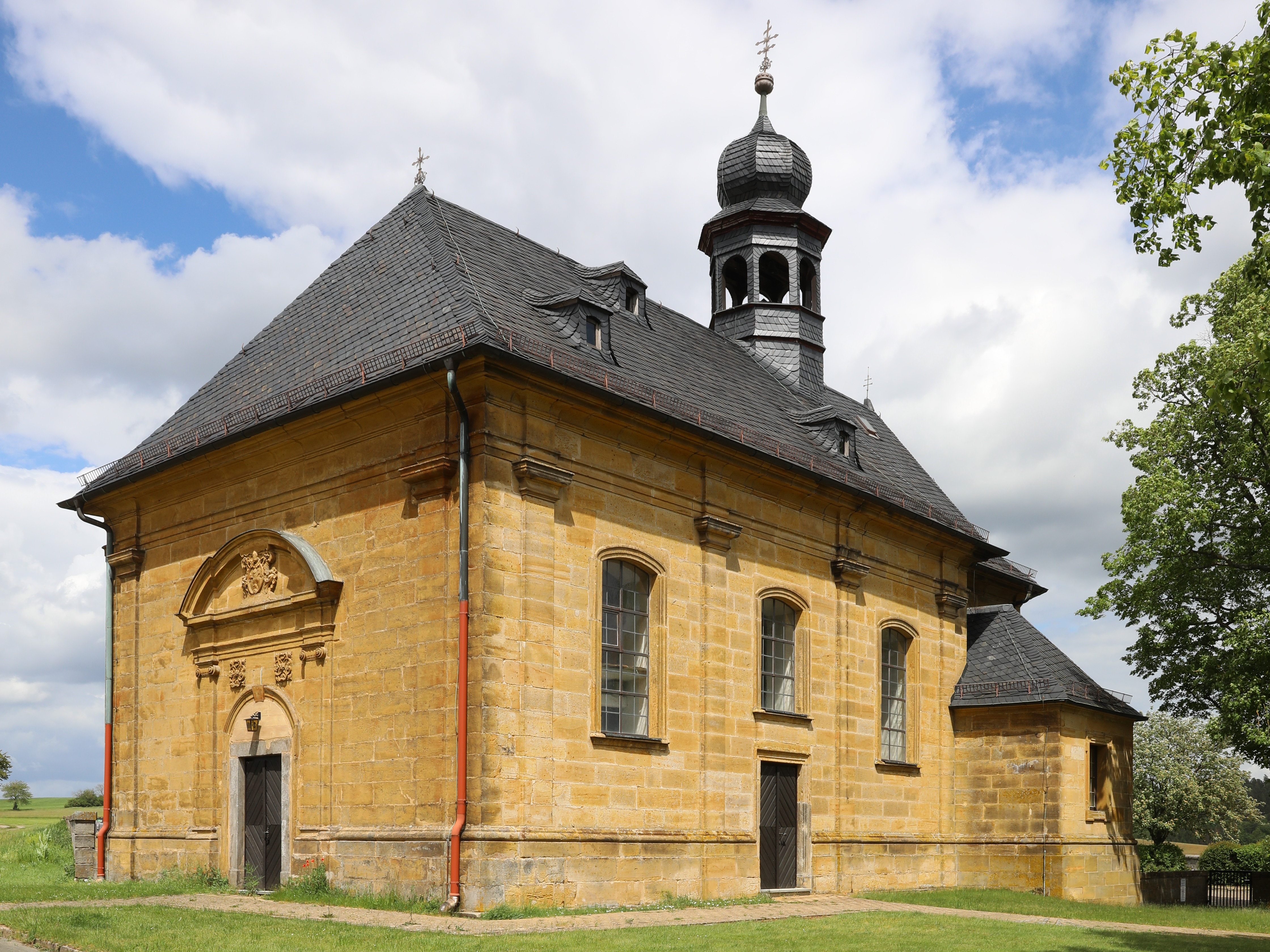
Kapelle zum Heiligen Kreuz in Isling